# Mamerto Sánchez Cárdenas
Mamerto Sánchez Cárdenas (Quinua, 1942) es un destacado ceramista peruano, amauta y gran maestro de la artesanía peruana.
El repertorio de su obra artística se compone de iglesias de techo protectoras del hogar; animales propiciadoras de la abundancia como toritos, tarucas, venados, ovejas; criaturas míticas como sirenas, jarkachas y ukumaris; personajes icónicos como los chunchos, músicos y cocineras; utensilios de uso cotidiano y juguetes.

## Biografía
Proviene de una estirpe de ceramistas cuyo origen se fundó en la tradición de su pueblo Quinua, Ayacucho. Fue su abuelo, Francisco Sánchez, quien aprendió el oficio de la cerámica y transmitió sus saberes a su hijo Santos y este a Mamerto
Cursó la primaria completa, y realizó un Curso de Perfeccionamiento Técnico para  Artesanos organizado por el Instituto Nacional de Formación de Instructores,  dependiente del Ministerio de Trabajo y Asuntos Indígenas. 
De joven viajó a Lima con su padre a  vender artesanías en el mercado de La Parada cada 28 de julio. En 1962, cuando abrieron la Feria del Pacífico, participó en el pabellón de Artesanía Popular, organizada por el  Ministerio de Educación, desde ahí se dedica sólo a hacer artesanía de Quinua.
Desde 1963 es participante del  Primer Pabellón de Artesanía Popular, organizado por  el Ministerio de Educación.
En 1984 emigró a Lima como desplazado del periodo de violencia senderista, debido a la muerte de su hijo  mayor. 
Es expositor permanente de la Sala de Arte Tradicional Peruano "Joaquín López Antay" del Congreso de la República del Perú.

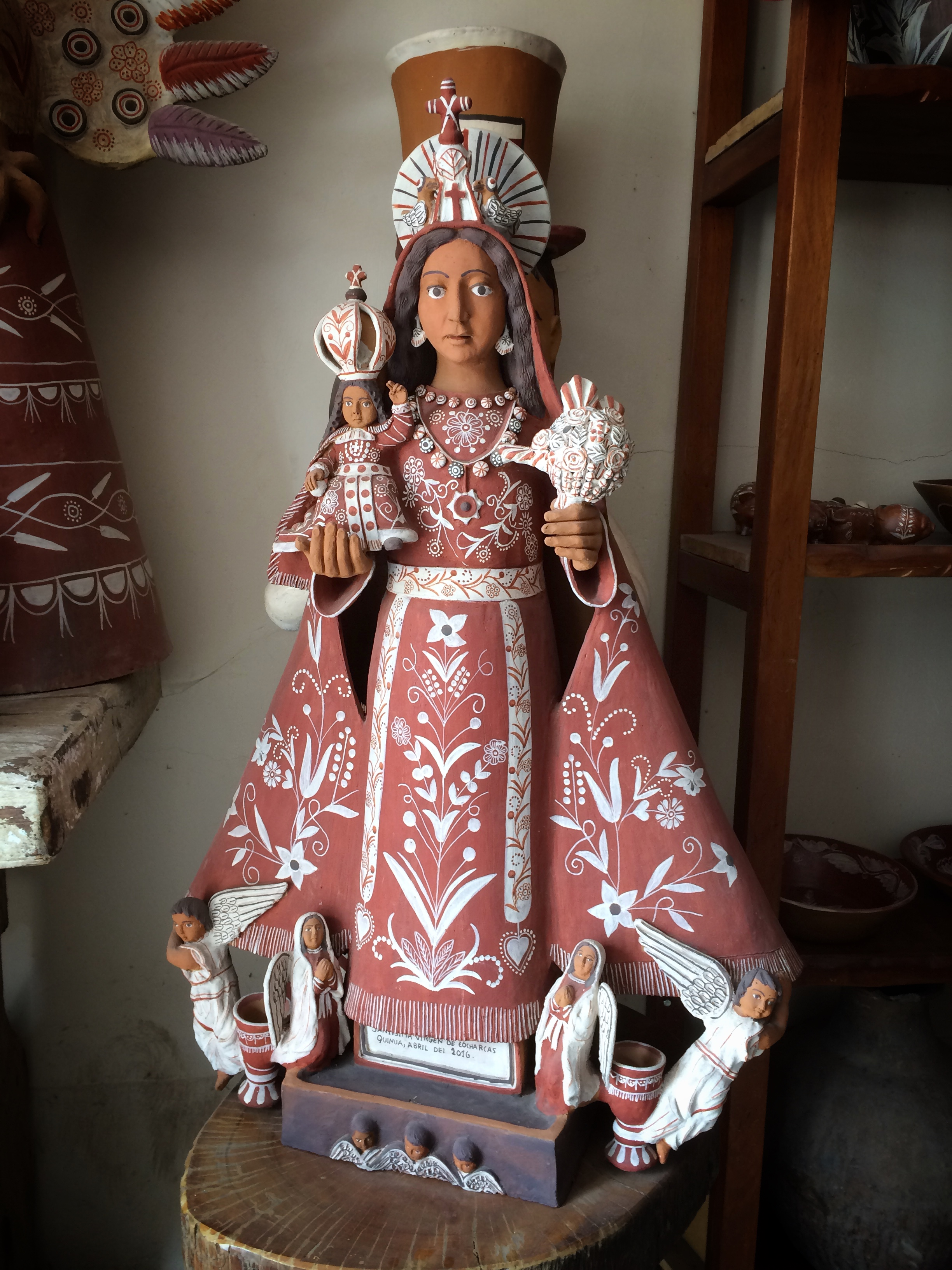
Virgen de Cocharcas
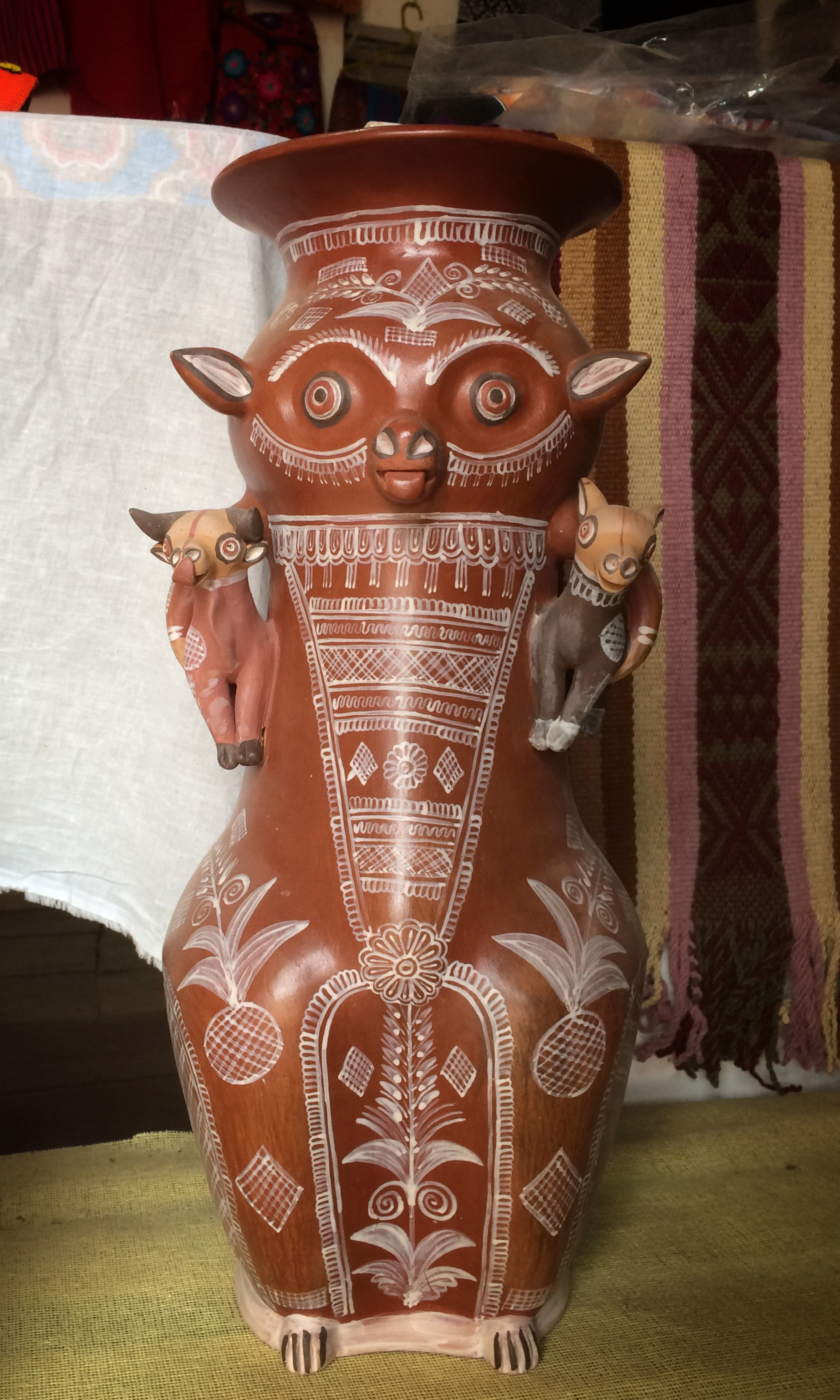
Supay, demonio andino con dos ganados secuestrados
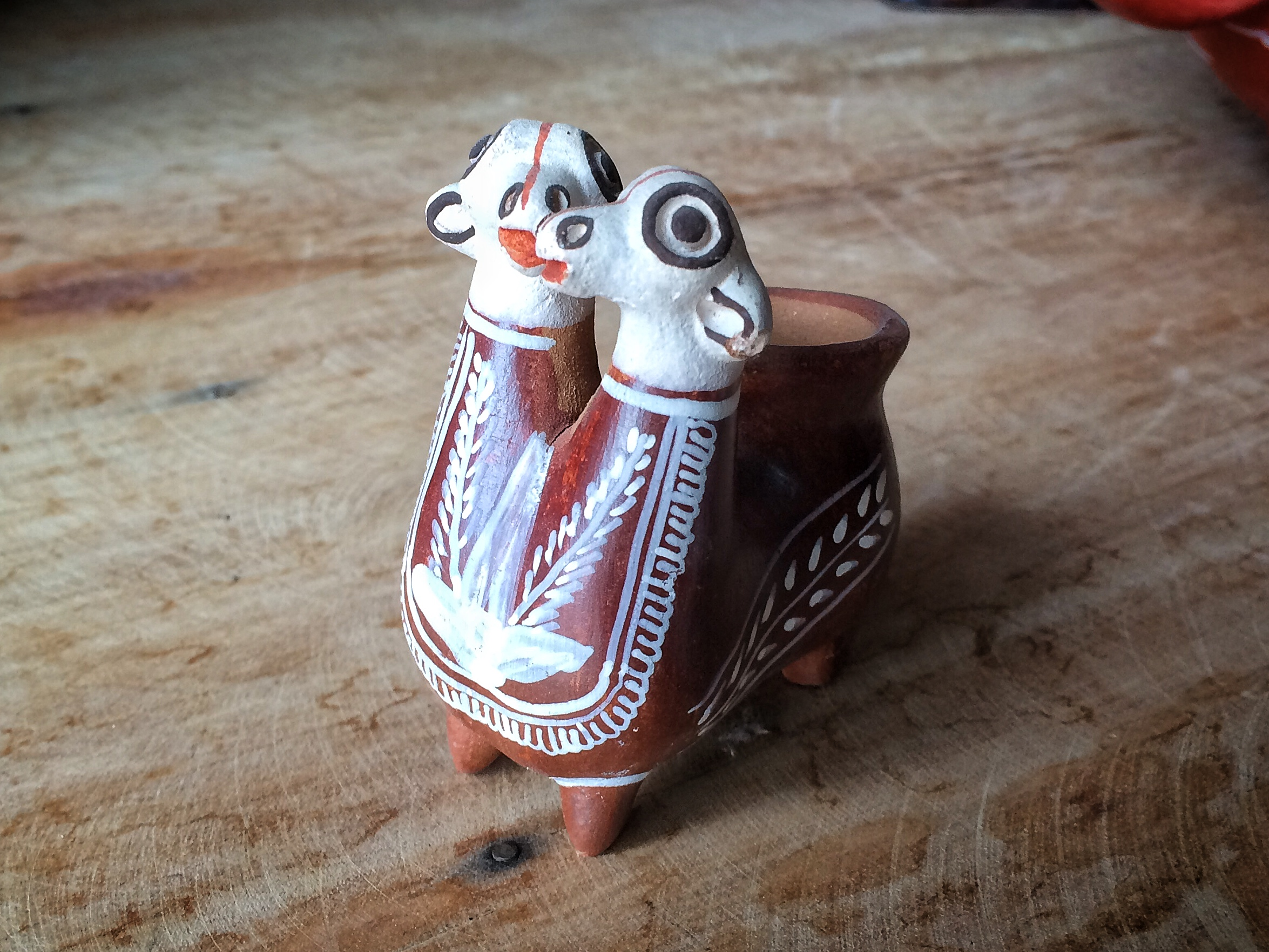
Jarjacha

## Premios y reconocimientos
- Gran Maestro de la Artesanía Peruana 2010
- Amauta de la Artesanía Peruana 2009
- Primer premio del certamen Inmigración y cultura en un mundo globalizado de la Organización de Estados Americanos, 2010
- Medalla "Joaquín López Antay" 2010
- Tesoro viviente de la Nación por la fundación del Banco de la Nación, 2013

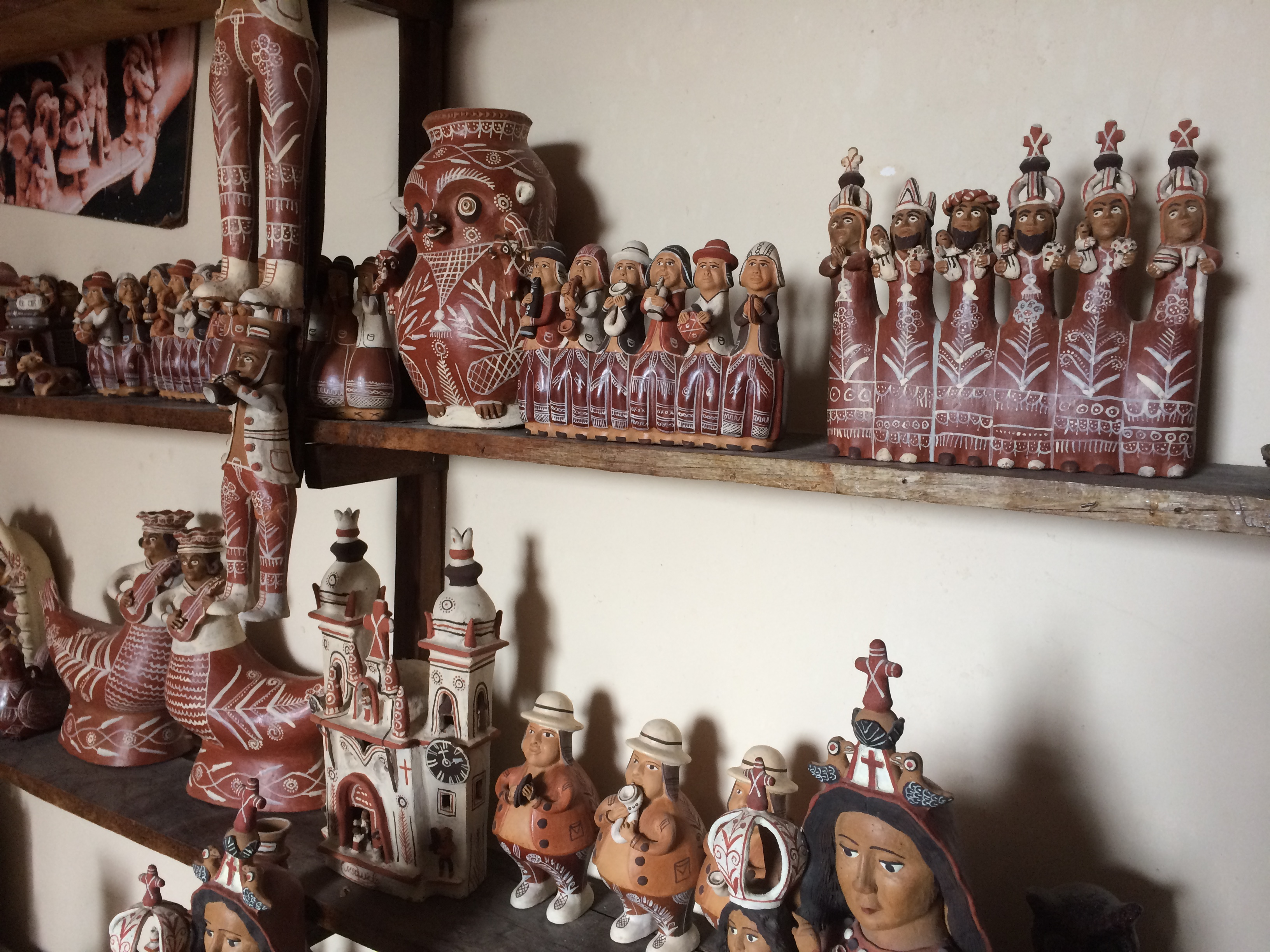
Taller Sánchez Cárdenas en Quinua